# Macromedia Freehand
Macromedia FreeHand é um software da Macromedia de edição de gráficos vetoriais bidimensionais orientados ao mercado profissional do design gráfico. É uma aplicação flexível, bastante usada em diagramação (paginação). Possui capacidades avançadas de manipulação de imagens vetoriais e, de forma limitada, em imagens raster, para impressão e para a World Wide Web. Tem sido utilizado em produção para a Web por sua grande integração com os outros programas da Macromedia, como o Macromedia Flash. Antes de seu desenvolvimento ser cancelado, competia no mercado profissional com os programas Adobe Illustrator e o CorelDraw. Com o lançamento do Adobe Creative Suite 3, o FreeHand foi oficialmente substituído pelo Adobe Illustrator.

## Desenvolvimento
Originalmente, foi criado pela Altsys e licenciado à Aldus, que lançou as versões 1 a 4. Quando a Aldus se juntou à Adobe Systems, que comercializava o Adobe Illustrator, a Adobe devolveu o FreeHand para a Altsys. Mais tarde, em 1995, a Altsys foi adquirida pela Macromedia, que lançou o FreeHand nas versões 5.0, 5.5 (somente para Mac), 7, 8, 9, 10 e 11 (ou MX). Em 2005 a Adobe comprou a Macromedia.
Não é possível afirmar o que acontecerá com o programa, já que a Adobe possui o Illustrator como concorrente direto do FreeHand. E quando do lançamento do novo pacote da Macromedia, o Studio 8, foram incluídas novas versões do Dreamweaver, Flash, Fireworks, Contribute, FlashPaper, mas não do FreeHand.
Com a compra da Macromedia pela Adobe, que produz um programa concorrente, o Adobe Illustrator, o futuro do FreeHand foi questionado mais uma vez. A empresa anunciou inicialmente, em maio de 2006, que planejava continuar a oferecer suporte técnico e desenvolvimento para o FreeHand "baseado nas necessidades dos [seus] consumidores". No entanto, um ano depois, em 15 de maio de 2007, a Adobe declarou que iria cancelar, de fato, o desenvolvimento e suporte ao programa.
Atualmente, os usuários registrados do FreeHand MX podem comprar uma atualização para o Adobe Illustrator CS3. Enquanto que alguns usuários do programa estão enviando suas reclamações para a Adobe, esperando ver o continuidade do suporte e desenvolvimento do FreeHand, a empresa decidiu fornecer ferramentas e guias para facilitar a transição para o Illustrator.
Oficialmente, o Macromedia FreeHand MX não suporta o Windows Vista.

## História de lançamentos
| versão       | data de lançamento      | empresa    | plataforma                  | alterações significativas |
| ------------ | ----------------------- | ---------- | --------------------------- | --- |
| 1.0          | 1988                    | Aldus      | Mac OS                      | |
| 1.2          | 1988                    | Aldus      | Mac OS                      | |
| 2.0          | 1988                    | Aldus      | Mac OS, NeXT (Virtuoso 1.0) | |
| 2.02         | 1988                    | Aldus      | Mac OS, NeXT (Virtuoso 2.0) | |
| 3.0          | 1991                    | Aldus      | Mac OS, Windows             | |
| 3.1          | 1991                    | Aldus      | Mac OS, Windows             | |
| 4.0          | 1994                    | Aldus      | Mac OS, Windows             | |
| 5.0          | 1995                    | Macromedia | Mac OS, Windows             | |
| 5.5          | 1995                    | Macromedia | Mac OS                      | |
| 6 (beta)     | (não foi lançado)       | Macromedia | Mac OS, Windows             | |
| 7.0          | 1996                    | Macromedia | Mac OS, Windows             | |
| 7.2          | 1996                    | Macromedia | Mac OS, Windows             | |
| 8.0          | 1998                    | Macromedia | Mac OS, Windows             | |
| 8.0.1        | 1998                    | Macromedia | Mac OS, Windows             | - melhor compatibilidade ao exportar ficheiros para Flash - melhor compatibilidade ao importar ficheiros do Photoshop 5 e Illustrator 7 - melhorado o suporte a imagens importadas (linked images)                                    |
| 9.0          | 2000                    | Macromedia | Mac OS, Windows             | |
| 10.0         | 2001                    | Macromedia | Mac OS, Windows             | - primeira versão nativa para o Mac OSX (carbon) - páginas-mestras (Master Pages) - arquivos do freehand comprimidos automaticamente com a extensão ".fh10", sendo assim menores do que ficheiros com a extensão ".fh9" ou anteriores |
| 10.0.1       | 10 de Setembro de 2003  | Macromedia | Mac OS, Windows             | |
| 11.0 (MX)    | 2003                    | Macromedia | Mac OS, Windows             | - ferramenta de extrusão (Extrude) - ferramenta de gráficos (Chart) |
| 11.0.1 (MXa) | 2003                    | Macromedia | Mac OS, Windows             | - correcção de vários erros (bugs) |
| 11.0.2 (MX)  | 25 de Fevereiro de 2004 | Macromedia | Mac OS, Windows             | - correcção de vários erros(bugs) |